# Rat der Staaten

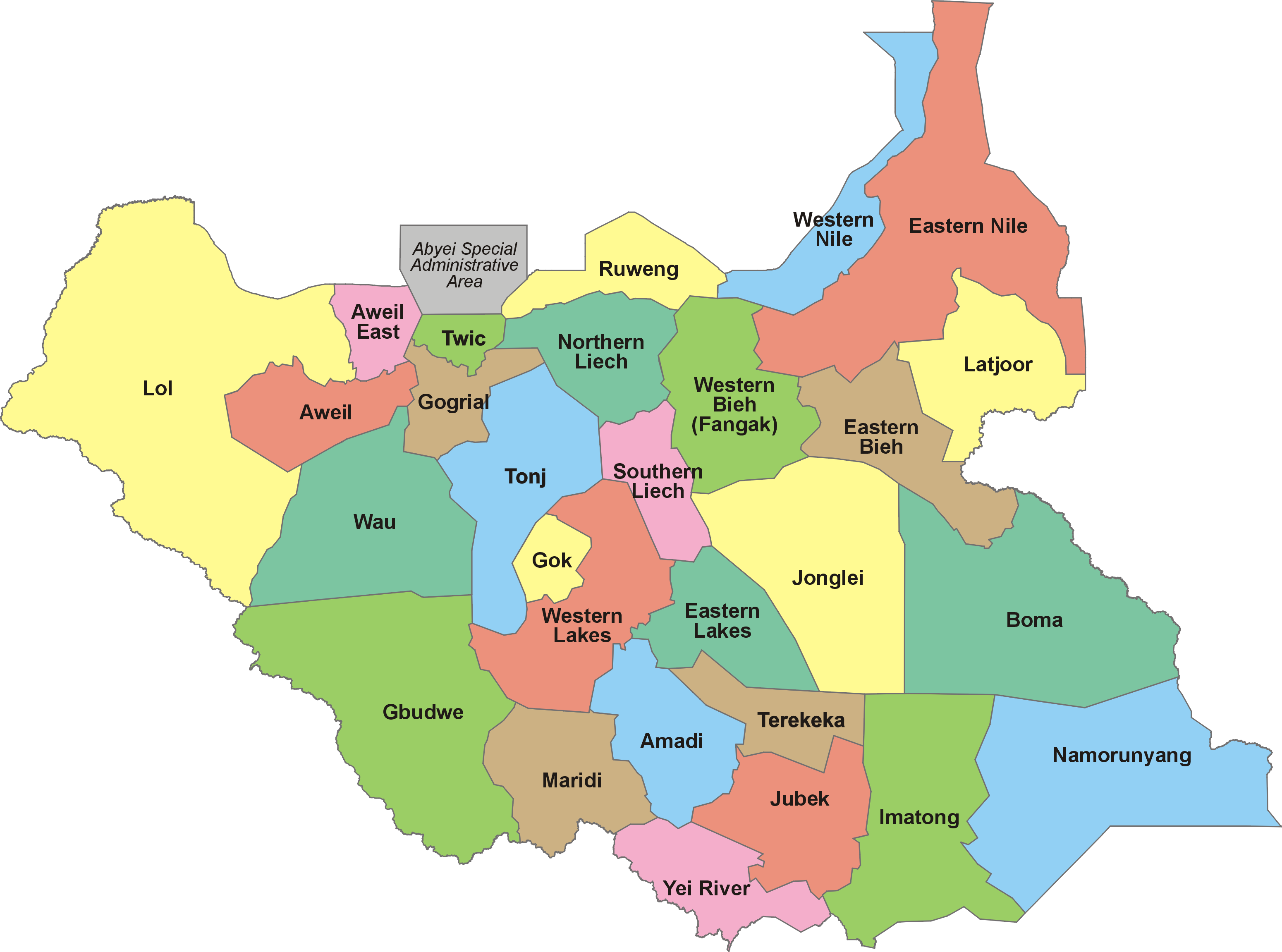
Die 28 Bundesstaaten des Südsudan

Der Rat der Staaten des Südsudan (englisch Council of States) in Juba wurde am 1. August 2011 durch ein Dekret des südsudanesischen Präsidenten Salva Kiir eingerichtet.
Der Rat besteht aus 50 Mitgliedern, von denen 45 der regierenden Partei der Sudanesischen Volksbefreiungsbewegung (SPLM) angehören, und hat die Möglichkeit, Gesetze zu beschließen, die die Interessen der Bundesstaaten des Südsudan betreffen.
Es ist als Oberhaus eine der zwei Kammern, die das Zweikammerparlament des Südsudan (Nationale Legislatur) bilden. Das Unterhaus ist die Nationale Legislativversammlung. Der Rat der Staaten befindet sich im Ministerienkomplex der Hauptstadt Juba.